# Cerzeto
Cerzeto község (comune) Olaszország Calabria régiójában, Cosenza megyében.

## Fekvése
A megye központi részén fekszik. Határai: Bisignano, Cervicati, Fuscaldo, Mongrassano, San Martino di Finita, Torano Castello és Rota Greca.

## Története
A települést a 16. században alapították Calabriában megtelepedő albánok, akiket a törökök űztek el országukból.

## Népessége
A népesség számának alakulása:

## Főbb látnivalói
- Palazzo Posteraro
- Palazzo Tocci
- Palazzo Mayerà - Andreotti Loria
- San Giorgio-templom
- San Giacomo Apostolo-templom
- Santi Pietro e Paolo-templom
- Madonna del Buon Consiglio-templom